# Polyporus
Polyporus es un género de hongos poroides de la familia Polyporaceae.

## Taxonomía
El botánico italiano Pier Antonio Micheli introdujo el género en 1729 para incluir 14 especies con cuerpos fructíferos con estípites colocados en el centro y poros en la parte inferior del sombrero. El nombre genérico combina las palabras del griego antiguo πολύς ("muchos") y πόρος ("poro").
Elias Magnus Fries dividió a Polyporus en tres subgéneros en su obra de 1855 Novae Symbol Mycologici: Eupolyporus, Fomes y Poria. En una monografía de 1995, Maria Núñez y Leif Ryvarden agruparon 32 especies de Polyporus en 6 grupos infragenéricos de base morfológica: Admirabilis, Dendropolyporus, Favolus, Polyporellus, Melanopus y Polyporus sensu stricto.
La identidad de la especie tipo de Polyporus ha sido durante mucho tiempo un tema de controversia entre los micólogos. Algunos han preferido Polyporus brumalis, algunos Polyporus squamosus, mientras que otros han preferido Polyporus tuberaster.
Varios estudios de filogenética molecular han demostrado que Polyporus, tal como se circunscribe actualmente, es polifilético y será necesario revisar sus límites genéricos. Algunas especies como Polyporus squamosus y Polyporus varius se han trasladado al género Cerioporus.

## Especies
Incluye las siguientes especies:
- Polyporus alveolaris
- Polyporus alveolarius
- Polyporus arcularius
- Polyporus brumalis
- Polyporus choseniae
- Polyporus corylinus
- Polyporus craterellus
- Polyporus cryptopus
- Polyporus dictyopus
- Polyporus gayanus
- Polyporus grammocephalus
- Polyporus guianensis
- Polyporus hapalopus[15]
- Polyporus ianthinus
- Polyporus lepideus
- Polyporus leprieurii
- Polyporus longiporus
- Polyporus melanopus
- Polyporus meridionalis
- Polyporus minutosquamosus[16]
- Polyporus mikawai
- Polyporus phyllostachydis
- Polyporus pinsitus
- Polyporus pseudobetulinus
- Polyporus radicatus
- Polyporus rhizophilus
- Polyporus septosporus
- Polyporus squamulosus
- Polyporus subvarius
- Polyporus tenuiculus
- Polyporus tessellatus
- Polyporus thailandensis
- Polyporus tricholoma
- Polyporus tuberaster
- Polyporus tubiformis
- Polyporus udus
- Polyporus umbellatus
- Polyporus varius
- Polyporus virgatus